# مناطق التخطيط (سنغافورة)
مناطق التخطيط بسنغافورة (بالإنجليزية: Planning areas أو DGP areas أو DGP zones، بالفرنسية: Zone de développement urbain): هي أقسام التخطيط الحضري والتعداد الرئيسية في سنغافورة؛ والتي حددتها هيئة إعادة التنمية الحضرية.